# Johannes Hermann Zukertort
Johannes Hermann Zukertort (* 7. September 1842 in Lublin, Russisches Kaiserreich; † 20. Juni 1888 in London) war ein polnisch-deutscher Schachspieler. Als Berufsspieler verbrachte er den Großteil seiner Karriere in England. Im Jahr 1886 unterlag er Wilhelm Steinitz im ersten Wettkampf um die Schachweltmeisterschaft und war damit der erste offizielle Schach-Vizeweltmeister.

## Früher Werdegang
Zukertort war jüdischer Herkunft. Sein Vater, Jankiel Ezechiel Cukiertort (1801–1887) – seit 1833 Gottlieb (Bogumił) Jan Zukertort – war ein zum evangelischen Christentum konvertierter Jude, der als Missionar unter den polnischen Juden wirkte. Diese Tätigkeit wurde vom zaristischen Staat nicht geduldet, und die Familie Zukertort wurde 1855 aus dem russisch beherrschten Polen ausgewiesen.
Im preußischen Breslau erlangte Zukertort 1861 auf dem Maria-Magdalenen-Gymnasium sein Abitur und schrieb sich zum Studium der Medizin an der dortigen Universität ein. Entgegen verbreiteten Legenden beendete Zukertort sein Studium nie und wurde nicht promoviert, wie die polnischen Historiker Tomasz Lissowski und Cezary W. Domański überzeugend darlegten.
Seine schachlichen Meriten errang er zunächst als Schüler von Adolf Anderssen in Breslau, der vielen damals als bedeutendster Spieler der Welt galt. Im Jahr 1871 gelang es Zukertort, seinen Lehrer im Wettkampf zu besiegen. Zuvor, im Jahre 1867, zog Zukertort nach Berlin um. Dort wurde er Mitglied der Berliner Schachgesellschaft und übernahm die Redaktion der Neuen Berliner Schachzeitung, deren offizieller, aber nicht praktizierender Hauptredakteur Adolf Anderssen war. Schließlich nahm Zukertort 1872 seinen ständigen Wohnsitz in London. Dort gab es viel bessere Chancen, eine Existenz als Berufsspieler zu führen.

## Rivalität mit Steinitz und Lebensende
Neben Wilhelm Steinitz galt er bald als bester Spieler in England. Zunächst jedoch verlor er einen Wettkampf gegen Steinitz im Oktober 1872 mit 9:3 (sieben Siege Steinitz, ein Sieg Zukertort, vier Remis). Steinitz zog sich 1875 für sieben Jahre vom praktischen Spiel zurück, da er keinen ernsthaften Gegner mehr sah. Währenddessen konnte Zukertort seine schachlichen Fähigkeiten laufend verbessern. 1877 in Leipzig wurde er hinter Louis Paulsen Zweiter zusammen mit Adolf Anderssen. Zu Anfang der 1880er Jahre galt er bereits als klar bester Spieler nach Steinitz. Sein größter Erfolg, der überlegene Sieg im großen Londoner Turnier von 1883, das er mit drei Punkten Vorsprung auf Steinitz gewann, ließ die damalige Schachwelt glauben, Steinitz’ Anspruch auf den „Champion of the World“ sei vorbei, und diese Ehre gebühre nun Zukertort.
Nach langwierigen Verhandlungen fanden sich in den USA Geldgeber, die einen Wettkampf um die „Championship of the World“ finanzierten. Vom 11. Januar bis zum 29. März 1886 wurde der Wettkampf auf zehn Gewinnpartien (Remisen zählten nicht) zwischen den beiden in New York, St. Louis und New Orleans ausgetragen. Steinitz gewann mit 12,5:7,5 (zehn Siege, fünf Niederlagen und fünf Remis) Punkten. Zukertort, der von seinem Arzt vor dieser neuerlichen Anstrengung gewarnt worden war, brach nach einer hohen Führung (4:1 nach dem Auftakt in New York) psychisch und physisch ein. Nachdem Steinitz in St. Louis auf 4:4 (in nur vier Partien) ausgleichen konnte, benötigte er noch elf weitere Partien in New Orleans, um auf die erforderlichen zehn Gewinnpartien zu kommen.
Zukertort erholte sich nicht mehr von diesem Zusammenbruch und war nur noch „ein Schatten seiner selbst“ (Siegbert Tarrasch) in den folgenden wenigen Turnieren, die er bis zu seinem durch einen Schlaganfall herbeigeführten Tod im Jahr 1888 (während eines Handicap-Turniers in London) spielte. Er wurde auf dem Brompton Cemetery beigesetzt.

## Zukertort-System
Nach Zukertort ist ein Eröffnungssystem benannt. Es entsteht nach den Zügen 1. Sg1–f3 (Zukertort war der erste Weltklassespieler, der diesen Zug, der damals als bizarr angesehen wurde, in der Turnierpraxis regelmäßig spielte) 1. … d7–d5 2. d2–d4 Sg8–f6 3. e2–e3 e7–e6 4. b2–b3. Dies ist das Zukertort-System, das auch über andere Zugfolgen entstehen kann. Zukertort selbst entwickelte meistens den weißfeldrigen Läufer nach e2, in der modernen Spielweise wird er eher auf d3 postiert. Einer der weltbesten gegenwärtigen Experten in diesem System ist der Großmeister Artur Jussupow.
Zukertorts höchste historische Elo-Zahl betrug 2798 im Februar 1886. Während der Inaktivität von Steinitz (und kurze Zeit nach dessen Rückkehr) führte er die nachträglich berechnete Weltrangliste von August 1878 bis November 1882, erneut von Juli bis September 1883 und im Februar 1886 an.

## Partien
- Zukertort – Blackburne, London 1883